# 898 Hildegard
A 898 Hildegard (ideiglenes jelöléssel 1918 EA) a Naprendszer kisbolygóövében található aszteroida. Max Wolf fedezte fel 1918. augusztus 3-án, Heidelbergben.